# Michael Larsen
 Der er flere personer med dette navn, se Michael Larsen (flertydig).
Michael Larsen (født 28. november 1961 i Værløse) er en dansk forfatter, journalist, naturfotograf, foredragsholder, debattør og akvarelkunstner. Han har også skrevet filmmanuskripter, bl.a. til Operation Cobra.
Michael Larsen bor sammen med Gro Madsen, sammen har de døtrene Merle og Maika. Siden 2006 har familien boet på Ærø. Siden er familien flyttet til Rågeleje, hvor den har været bosiddende siden 2020.